# Henryk II Święty
Henryk II Święty (niem. Heinrich II. der Heilige, ur. 6 maja 973 lub 978, zm. 13 lipca 1024) – książę Bawarii jako Henryk IV w latach 995–1005, król Niemiec od 1002, król Włoch od 1004, cesarz rzymski od 1014. Kanonizowany przez Kościół katolicki w 1146. Syn księcia Bawarii Henryka Kłótnika, ostatni władca z dynastii saskiej (Ludolfingów).
Żonaty z Kunegundą Luksemburską, nie miał dzieci. Na Henryku II skończyła się męska linia dynastii Ludolfingów. Po jego śmierci tron w Niemczech objął Konrad II z dynastii salickiej, daleki krewny dynastii saskiej.

## Dzieciństwo i młodość
Otton II przeznaczył go do kariery duchownej, aby wykluczyć udział we władzy przy ojcu. Wychowanie i wykształcenie pobierał w Hildesheim i Ratyzbonie, gdzie zapoznał się z duchem reformy monastycyzmu, która oddziaływała za sprawą klasztoru w Cluny i Gorze. Nauki za młodu pobierał od biskupa ratyzbońskiego Wolfganga. W 995 r. objął po ojcu księstwo Bawarii.

## Walki o tron Niemiec
O tron królewski Henryk walczył z księciem szwabskim Hermanem i z księciem Górnej Lotaryngii Teodorykiem oraz Ekkehardem (Eckartem), margrabią miśnieńskim, którego śmierć wpłynęła na pogorszenie stosunków polsko-niemieckich.
Po skrytobójczej śmierci Ekkeharda 3 kwietnia 1002 Bolesław Chrobry zajął Merseburg i Miśnię, a następnie Milsko z Budziszynem oraz Strzałę, w czym pomogła mu miejscowa ludność słowiańska. Książęta niemieccy zaakceptowali zwierzchnictwo księcia polskiego na tych obszarach. Część historyków przypuszcza, że już od czasu zjazdu w Gnieźnie Chrobry mógł mieć pewne prawa do tronu niemieckiego po Ottonie III, zagwarantowane mocą jakiegoś dokumentu sukcesyjnego.
Książę Henryk mógł liczyć na poparcie w dążeniach do osiągnięcia korony niemieckiej jedynie w dwóch krajach. Przeciwko niemu występowali dwaj rywale do tronu, choć był jedyną osobą do niego uprawnioną i miał w tym względzie poparcie społeczne. Chcąc jak najszybciej przejąć władzę, Henryk zdecydował się udać na koronację do Moguncji, zamiast do Akwizgranu, ponieważ mógł tam liczyć na oddanego sobie prymasa. Przeszkodzić w koronacji próbował jednak książę Herman, odmawiając mu możliwości przeprawy na Renie, na terenie Szwabii. W tej sytuacji Henryk skorzystał z fortelu i udając, że rezygnuje z przeprawy i zamierza wrócić do Bawarii, udał się do Lorch, a stamtąd do Moguncji, gdzie przeprawił się przez Ren. Tam otrzymał z rąk biskupa Willigisa sakrę królewską i koronę. Hołd złożyli mu uroczyście książęta Górnej Lotaryngii.
Następnie Henryk II udał się na wyprawę wojenną. Po przeprawieniu się przez Ren zamierzał spustoszyć ziemie Hermana ze Szwabii. Książę Szwabii w odwecie wyruszył ze swym zięciem Konradem na stolicę swego księstwa, Strasburg, aby rozprawić się z tamtejszym nieposłusznym mu biskupem Wicelinem, któremu jednak udało się odeprzeć atak. Henryk II natomiast po spustoszeniu ziem wroga wycofał się.
Margrabia Henryk ze Schweinfurtu, który do tej pory stał po stronie Henryka II w nadziei, że dostanie w lenno Bawarię, zaczął tracić złudzenia bądź cierpliwość i wycofał się z otoczenia króla. Wkrótce złożył hołd lenny jednemu z panów turyngeńskich podczas wizyty z królem w Turyngii. Tamtejsi panowie złożyli hołd Henrykowi II, któremu zależało na pozyskaniu mieszkańców tego rejonu, ponieważ znajdowało się tu stronnictwo ottońskiej polityki.
W lipcu 1002 roku Henryk udał się do Merseburga, gdzie nastąpił zjazd, na którym panowie wschodnioniemieccy uroczyście uznali go królem. Na zjazd przybyli: arcybiskup bremeński Liberiusz i magdeburski Gizyler wraz z biskupami Retorem z Paterbornu, Bernardem z Hildesheimu, Idzim z Miśni, Bernardem z Werbel. Przyjechali także książęta i margrabiowie niemieccy oraz Bolesław Chrobry.
Książę polski starał się wykupić Miśnię od cesarza, czego jednak nie udało się dokonać. Na zjeździe doszło do pewnego „incydentu” zbrojnego. Na dworze królewskim pod ochroną wyjątkowych praw, na uroczystym państwowym zjeździe, Bolesław Chrobry został zaatakowany przez tłum. Książę saski Bernard oraz margrabia Henryk Szwejnfurcki obronili jednak polskiego władcę. Bolesław Chrobry obiecał wsparcie dla margrabiego, który udzielił mu pomocy i opuścił Merseburg. Wracając do Polski spalił Strzałę i uprowadził jej ludność za Łabę.
Henryk II udał się do Lotaryngii, żeby w Nowej Korbei, w dzień św. Wawrzyńca, jego żona została ukoronowana przez arcybiskupa Willigisa, zaś siostra Ottona III Zofia została ksienią w Gandersheim. Następnie władca udał się do Akwizgranu na ponowną koronację, nawiązującą do tradycji frankijskiej.

## Walki z Bolesławem Chrobrym o Milsko i Łużyce
W Niemczech nadal istniała silna opozycja. Na wieść o śmierci poprzednika Henryka II, Longobardowie wybrali sobie na króla Arduina. W tym samym czasie większość książąt niemieckich skłaniało się ku wyborowi Hermana I, księcia Szwabii. Ponieważ Henryk miał zamiar wybrać się do Italii, Arduin obsadził wszystkie przełęcze prowadzące do Lombardii. W celu uzyskania władzy nad tymi terenami Henryk II wysłał księcia Karyntii aby rozprawił się z księciem longobardzkim, jednak jego wojska poniosły klęskę. Król niemiecki miał także inne zmartwienia. Między innymi musiał podejmować starania, aby ludność chłopska nie była nadmiernie wykorzystywana przez nadużywających swojej władzy feudałów.
W pierwszą rocznicę śmierci Ottona Henryk II udał się do Akwizgranu w celu spotkania się z longobardzką opozycją i uczczenia pamięci poprzednika. W międzyczasie doświadczał wiele razy objawów choroby, najprawdopodobniej dziedzicznej, która także w przyszłości zmuszała go do ustępstw.
Spalenie Strzały i uprowadzenie zakładników nie było jedynym działaniem wymierzonym przeciwko królowi niemieckiemu, jakie podjął Bolesław Chrobry. Książę polski usiłował pozyskać sojusznika w Czechach. Wykorzystał on bunt i wypędzenie z kraju Bolesława Rudego i wprowadził na praski tron Władywoja, przebywającego dotąd jako wygnaniec na dworze polskim. Ten jednak udał się do cesarza i objął Czechy jako lenno z rąk Henryka II, co nie było na rękę księciu polskiemu. Gdy po kilku miesiącach książę czeski zmarł, Bolesław Chrobry doprowadził do wygnania Jaromira i Udalryka ponownie obsadzając Bolesława Rudego na tronie. Prawdopodobnie książę polski liczył na to, że Bolesław Rudy krwawo rozprawi się z opozycją (co też się stało) i że opozycja poprosi go, aby został czeskim władcą. Po przewidzianej rozprawie Bolesława Rudego z opozycją, Bolesław Chrobry wezwał go do siebie i oślepił oraz objął władzę w Pradze.
Henryk II znajdował się nadal w trudnej sytuacji. W wyniku klęsk w wojnie z Arduinem i nieprzychylnej dla niego sytuacji w kraju nie chciał się od razu angażować w spór z Bolesławem celem odebrania mu Czech. Zażądał uznania ich jako lenna, na co jednak Bolesław się nie zgodził, zapewne mając świadomość, że z czasem cesarz i tak będzie próbował je odzyskać siłą.
Bolesław Chrobry wspierał czynnie przeciwników Henryka II przysyłając im pomoc wojskową. Już w Merseburgu w 1002 r. margrabia (Szwejsfurdzki) popierał Chrobrego jako swojego sprzymierzeńca przeciwko Henrykowi II. Współpraca ta była dla Henryka II niebezpieczna i król niemiecki musiał szybko podjąć kroki w celu rozprawienia się z przeciwnikami. Na dodatek brat Henryka II, Bruno, także przyłączył się do opozycji, pragnąc zapewne objąć księstwo bawarskie.
Bolesław Chrobry zażądał od Guncelina (którego Thietmar uważał za brata Bolesława) aby oddał mu we władanie wcześniej obiecaną Miśnię, do tego jednak nie doszło z powodu obaw (Guncelina) przed królem niemieckim. Bolesław spustoszył kraj i uprowadził jeńców nie czując się zapewne na siłach, aby zmierzyć się w otwartym boju z przeciwnikiem.
W 1003 r. celem podjęcia akcji zbrojnej Henryk II rozmieszczał załogi w marchii miśnieńskiej. Po ucieczce opozycji do Bolesława zajmowały go jednak przede wszystkim sprawy włoskie.

## Pierwsza wyprawa włoska
Wkroczył do Italii zajmując poszczególne miasta i w efekcie koronował się na króla Longobardów. Przy okazji musiał zmagać się z buntem ludowym wymierzonym przeciwko feudałom. 15 maja 1004 w Pawii koronował się na króla Włoch.

## Druga wyprawa przeciwko Chrobremu
Henryk Szwejsfurdzki i inni uciekinierzy nie przebywali długo u Bolesława, udając się wkrótce na dwór węgierski, skąd wrócili do kraju uzyskując przebaczenie pod warunkiem, że Bruno, brat króla, zgodzi się na stan duchowny, a margrabia Henryk rok przesiedzi w więzieniu.
W sierpniu 1004 r. Henryk II wyznaczył ekspedycję przeciwko Polsce. Rycerstwo polskie obsadzone było przeważnie na Łużycach i Śląsku. 8 września 1004 r. po przybyciu cesarza do Czech Jaromir złożył mu hołd. Czechy były w rękach Henryka II, a półtoraroczne panowanie Chrobrego skończyło się. Łużyce także przeszły w ręce niemieckie. Teraz ekspedycja niemiecka próbowała przeprawić się przez Bóbr, gdzie przez siedem dni trzymał ich Chrobry uniemożliwiając przekroczenie granicy. Sasi udali się w stronę Poznania, jednak niezadowolenie towarzyszy zmusiło Henryka do przerwania wyprawy. Doradcy króla niemieckiego z arcybiskupem magdeburskim Taginonem na czele udali się do Poznania, gdzie zawarto pokój zaprzysiężony przez Bolesława i Taginona.
Warunki traktatu nie są nam znane. Najprawdopodobniej Czechy właściwe i Łużyce oraz Milsko Chrobry utracił. Jak wynika z wydarzeń 1007 r., kiedy to Wolin działa na równych prawach na Pomorzu co Lutycy i Czesi. Bolesław poszedł jeszcze na jakieś ustępstwa w sprawie Wolina. Porażką Henryka II było nie odzyskanie Moraw. Jeńcy obydwu stron wrócili do kraju.
W październiku 1005 r. Henryk znalazł się z powrotem w Saksonii. Z episkopatem saskim ustalił zakaz zawierania małżeństw niekanonicznych. Zgodził się wspierać także materialne świadczenia ku uczczeniu pamięci umierających biskupów.
Po I wojnie, która toczyła się w latach 1003–1005 doszło do ponownego konfliktu w latach 1007–1013.
6 kwietnia 1007 r. miała miejsce dyplomatyczna akcja Henryka w Ratyzbonie. Odbył się zjazd z udziałem włoskich, niemieckich i burgundzkich duchownych. Opat klunjacki Odylon pragnął szybkiej wyprawy Henryka II do Rzymu po koronę cesarską, ponieważ rządy papieża Jana XVIII nie były zawsze po myśli reformy Kościoła i przewagi Niemców we Włoszech. Henryk II zaczął więc przygotowywać wyprawę do Włoch.
Na zjazd ten przybyli także posłowie księcia czeskiego Jaromira i Lutyków, którzy próbowali skłonić cesarza do podjęcia wojny z Bolesławem Chrobrym pod groźba pogorszenia stosunków z cesarstwem, jeżeli zachowa pokój z Bolesławem. Na skutek tych namów Henryk wysłał posła w osobie zięcia Bolesława Hermana, który miał wysunąć pewne żądania w stosunku do Bolesława, a w przypadku odmowy zerwać traktat z 1005 r.
W listopadzie 1007 zebrał się synod we Frankfurcie nad Menem. Powstało biskupstwo w Bambergu o olbrzymich wpływach. Już w maju tego roku Chrobry najeżdża okolice pod Magdeburgiem, Sorawę i dolne Łużyce oraz Milsko. W wyniku najazdu odzyskuje straty poniesione w 1005 r., czemu Henryk II nie zapobiega z powodu buntów we Flandrii Baldwina IV, które zmuszały go do przebywania na zachodzie cały rok. Po powrocie z wyprawy lotaryngskiej Henryk II zakończył kłótnie, jakie wywiązały się podczas jego nieobecności pomiędzy książętami. Odebrał Guncelinowi (oskarżonemu przez zięcia Bolesława i jego braci o zdradę na rzecz księcia polskiego) marchię miśnieńską, którą wkrótce przekazał Hermanowi. Guncelin znalazł się w więzieniu, z którego wyszedł w 1017 r.
Bolesław napadł wkrótce na Miśnię, jeszcze przed przekazaniem jej Henrykowi, nie odniósł jednak sukcesu.
Stosunki między Lutykami i Sasami psują się, czego dowodzi ich nieobecność podczas wypraw w 1010 i 1012 r. Możliwe, że zerwali w tym czasie pokój z Sasami, a nawet wysyłali poselstwa do Bolesława Chrobrego, aby podejmował działania zbrojne przeciwko Henrykowi II. W wyprawie z 1010 r. Lutycy udziału nie brali. Niemcy nie ponieśli poważniejszych strat i wycofali się razem z Czechami. Łużyce Henryk II odzyskał.
W 1012 r. po ośmiu latach rządów Jaromir został wygnany z Czech przez Udalryka i udał się na wygnanie do Polski. Następnie z Polski trafił po jakimś czasie do Niemiec. W ciągu 1012 r. Henryk II musiał się wybrać do Włoch. Dopóki miał jednak niepewną sytuację na swojej wschodniej granicy, nie mógł tego zrobić. Możliwe, że stosunki panujące na wschodniej granicy Polski także księcia polskiego skłaniały do mniej agresywnych posunięć na zachodniej granicy.
W styczniu omówiono warunki pokoju. W lutym w Magdeburgu pojawił się syn Bolesława, który w imieniu ojca zawarł pokój. Następnie doszło do przygotowywanego od dłuższego czasu zjazdu w Merseburgu. Aby zagwarantowane było bezpieczeństwo Bolesława do Polski udali się zakładnicy. Chrobry przybył wraz z Emnildą i złożył hołd cesarzowi. Beneficjum, które przydzielił cesarz obejmowało tereny Łużyc, Milska. Miśnia pozostała w rękach Hermana. Niemcy zobowiązali się udzielić pomocy w wyprawie na Ruś. Bolesław nie uznawał Henryka jako pośrednika pomiędzy sobą a Rzymem. Doszło także do zawarcia małżeństwa, Mieszka z Rychezą, która stawała się gwarantem pokoju.

## Druga wyprawa włoska i koronacja cesarska 1014
Zarówno Chrobry, jak i Henryk II zawarli pokój w Merseburgu z konieczności, toteż z chwilą, gdy Henryk udał się do Rzymu wymusić na papieżu koronację, a Bolesław podążył na Ruś w celu załatwienia swojej polityki wschodniej obydwaj już wykonywali kroki przeciwko sobie. Zapewne wyprawa cesarska została osłabiona przez pewne działania Bolesława. W wyniku drugiej wyprawy włoskiej, 14 lutego 1014 r. otrzymał wraz z małżonką koronę cesarską z rąk papieża Benedykta VIII.

## Kontynuacja wojny z Chrobrym
W 1014 doszło do zawarcia przymierza pomiędzy Udalrykiem i Bolesławem, które miało być wymierzone przeciwko cesarzowi. Udalryk zmienił jednak zdanie, i tuż po wyjeździe Mieszka wysłał za nim pogoń, która część towarzyszy rozgromiła, a Mieszka wzięła w niewolę. Został on osadzony w więzieniu, w Czechach. Henryk nakazał nie robić krzywdy Mieszkowi i oddać wasala cesarskiego cesarzowi. Dopiero jednak po zdecydowanej interwencji Udalryk oddał w ręce cesarza Mieszka, którego Henryk II chciał użyć w celach przetargowych. Po pewnym czasie król niemiecki wypuścił Mieszka, lecz zwłoka nastawiła nieprzychylnie do niego Bolesława.
Na przełomie 1014/1015 r. Henryk II planował kolejną wyprawę na Polskę. Książęta sascy na jego wniosek zażądali od Chrobrego by się stawił przed ich sąd i wytłumaczył postępowanie i działania, jakie podejmował jego poseł w trakcie wyprawy do Włoch króla niemieckiego. Książęta sascy wysłali do Chrobrego Hermana, którego on przetrzymywał pewien czas, w akcie zemsty za przetrzymywanie syna.
Wyprawę podjął Henryk w lipcu. Po zaciętej walce Niemcy sforsowali przeprawę nad Odrą, której bronił Mieszko. Po pewnym czasie, nie mogąc liczyć na posiłki ze strony czeskiej, Henryk zaczął się wycofywać, a za nim w pościg ruszył, dogonił i stoczył z jego ludźmi bitwę – Bolesław. Henryk poniósł dotkliwe straty. Następnie Bolesław udał się na Miśnię, którą po zaciętych walkach udało się obronić Hermanowi. W 1016 cesarz udał się do Burgundii (gdzie zawarł układ z królem burgundzkim Rudolfem), za cel miał walkę z Francuzami. Poniósł jednak klęskę.
W końcu stycznia 1017 r. poselstwo z drugą osobą po cesarzu, arcybiskupem mogunckim ruszyło w kierunku polskiej granicy celem odbycia rozmów. Bolesław nie zgodził się na odbycie rokowań na terytorium niemieckim nawet na granicy polskiej, co uraziło Niemców. Jarosław, który właśnie opanował Kijów obiecał wraz z nowym najazdem Niemców uderzyć równocześnie na Polskę. W związku z tym cesarz podjął się dokonania wielkiej wyprawy, w której miało być zaangażowanych więcej wojsk niż to dotychczas czynił. Wojna została wypowiedziana przez Henryka, poprzez którego trwały jeszcze krótkie rokowania pomiędzy stronami. Wyprawa Jarosława i oblężenie Brześcia nad Bugiem przeprowadzone było bez skutku, wyprawa węgierska, która może miała miejsce po ataku cesarza, także nie osiągnęła sukcesu. Pewne niepowodzenia i wreszcie wycofanie się Obotrytów z walk osłabiło cesarza. Henryk oblegał Głogów, a następnie Niemczę, nie odnosząc jednak sukcesów, wobec czego postanowił zakończyć wyprawę i udał się na Czechy. W styczniu 1018 Henryk zajęty był sprawami burgundzkimi i włoskimi, Bolesław natomiast przygotowywał się na wyprawę ruską i na Węgry.
Do Budziszyna udało się w styczniu wielkie poselstwo niemieckie. Na jego czele stanął arcybiskup magdeburski Gero. 30 stycznia 1018 zawarty został pokój w Budziszynie (sucha informacja zawarta o tym na stronach Kroniki Thietmara wskazuje, że warunki tego traktatu nie były powodem do chluby dla Henryka II). Nastąpiła wymiana zakładników i został zawarty ślub Chrobrego z Odą, córką margrabiego Ekkeharda. Niemcy zobowiązali się dostarczyć oddziały Bolesławowi na wyprawę ruską. Henryk II nie zdobył najprawdopodobniej Milska i Łużyc, a na dodatek Bolesław nie był już nawet lennikiem cesarza na tych terenach.

## Trzecia wyprawa włoska
W 1021–1022 miała miejsce kolejna, trzecia wyprawa Henryka II do Włoch, mająca na celu zabezpieczenie posiadłości papieskich, zagrożonych przez Bizantyjczyków. W tym samym czasie na synodzie w Pawii zwołanym przez cesarza i papieża uchwalono zaostrzenie celibatu duchowieństwa, aby uchronić majątek Kościoła przed roszczeniami spadkobierców.

## Polityka wewnętrzna
Polityka wewnętrzna Henryka opierała się na ścisłym współdziałaniu z Kościołem, zwłaszcza z episkopatem. Za jego panowania reforma życia monastycznego w Niemczech nabrała szerokiego rozmachu.

## Epilog
Cesarz zmarł 13 lipca 1024. Spoczął wraz ze zmarłą po nim żoną w katedrze w Bambergu. W latach 1499–1513 rzeźbiarz Tilman Riemenschneider wykonał dla pary cesarskiej nagrobek tumbowy z wapienia. Henryk był ostatnim władcą z dynastii Ludolfingów. Ostatnim przedstawicielem rodu był jego brat Bruno, biskup Augusburga.
Po śmierci Henryka tron objął Konrad II z dynastii salickiej. Walki prowadzone przez Henryka II, jego legenda i prokościelne działania doprowadziły go do kanonizacji w 1146 r. Jego żona Kunegunda kanonizowana została w 1200 r.
Od 1969 wspomnienie liturgiczne obchodzone jest 13 lipca.

## Parafie św. Henryka (cesarza) w Polsce
- parafia św. Henryka w Sulęcinie
- parafia św. Henryka we Wrocławiu

### Literatura przedmiotu
- Balzer O., Genealogia Piastów, Warszawa 1980.
- Borawska D., Margrabia Miśni Ekkehard i Ludolfingowie, „Kwartalnik Historyczny”, R. 86 (1979).
- Dzieje Polski średniowiecznej, pod red. Grodecki R., Znachorski S., Dąbrowski J., Kraków 1995.
- Gawlas S., O kształt zjednoczonego Królestwa: niemieckie władztwo terytorialne a geneza społeczno-ustrojowej odrębności Polski, Warszawa 1993.
- Grabski A. F., Bolesław Chrobry, zarys dziejów politycznych i wojskowych, Warszawa 1966.
- Grudziński T., Charakter i znaczenie hołdu magdeburskiego Mieszka Bolesławca z r. 1013, „Przegląd Historyczny”, t. 66 (1975).
- Jedlicki M. Z., Układ merseburski z 1013 r., „Przegląd Zachodni”, t. 8 (1952).
- Korta W., Milsko i Łużyce w polityce pierwszych Piastów, „Śląski Kwartalnik Historyczny <<Sobótka>>”, R. 45 (1990).
- Pleszczyński A., Początek rządów Bolesława Chrobrego, w. Viae Historicae. Księga jubileuszowa dedykowana profesorowi Lechowi A. Leciejewiczowi w siedemdziesiątą rocznicę urodzin, Wrocław 2000.
- Polacy i Niemcy: dziesięć wieków sąsiedztwa, pod red. Czubiński A., Warszawa 1987.
- Słownik władców Europy średniowiecznej, pod. red. Dobosz J., Sekwański M., Poznań 1998.
- Strzelczyk J., Bolesław Chrobry, Poznań 1999.
- Tymieniecki K., Dzieje Niemiec od początku ery nowożytnej, Poznań 1948.
- Wojciechowski Z., Bolesław Chrobry i kryzys stosunków polsko-niemieckich, „Przegląd Zachodni” (1948).
- Zakrzewski S., Bolesław Chrobry Wielki, Lwów 1925.
- Zakrzewski S., Historia Polityczna Polski, Kraków 1923.